# La Iconoclasta
La Iconoclasta va ser una publicació anarquista editada a Igualada l'any 1909.

## Descripció i continguts
Portava el subtítol Hoja de propaganda Librepensadora i tot seguit publicada por la sociedad de su nombre.
Es va imprimir als tallers de la Viuda de Marian Abadal. El primer i únic número es va publicar el 30 de maig de 1909. Tenia quatre pàgines i dues columnes, amb un format de 32 x 22 cm.
Era una publicació que volia difondre les idees anarquistes. En el primer article, hi diu que volen defender nuestras ideas y nuestras verdades y atacar de firme sin contemplaciones de ningún género la mentira y toda suerte de convencionalismos en los que no se vislumbre el sello de la verdad. Somos iconoclastas. Tot el número té un caràcter violent i anticlerical. En ell hi ha un article sobre el comportament de les dones en la societat, un assaig sobre el que és un lliurepensador i una carta sobre els cementiris civils. Hi ha la signatura de Maria Trulls i Algué, que fué, durante muchos años, la figura máxima y el símbolo del anticlericalismo igualadino, i també un article signat amb el pseudònim Mitus i un altre de Cristòbal Litrán.

## Localització
- Biblioteca Central d'Igualada. Plaça de Cal Font. Igualada